# Estrigon
L'Estrigon est un ruisseau qui traverse le département des Landes et un affluent droit de la Midouze dans le bassin versant de l'Adour.

## Géographie
D'une longueur de 40,6 kilomètres, il prend sa source sur la commune du Sen (Landes), à l'est du bourg, à 110 m d'altitude.
Il coule du nord-est vers le sud-ouest et conflue dans la Midouze à Campet-et-Lamolère, à 35 m d'altitude.

## Communes et cantons traversés
Dans le seul département des Landes, l'Estrigon traverse sept communes et deux cantons :
- dans le sens amont vers aval : Le Sen (source), Labrit, Vert, Brocas, Cère, Uchacq-et-Parentis et Campet-et-Lamolère (confluence).

Soit en termes de cantons, l'Estrigon prend source dans le canton de Labrit et conflue dans le canton de Mont-de-Marsan-Nord, le tout dans l'arrondissement de Mont-de-Marsan.

## Affluents
L'Estrigon a quatorze affluents référencés :
- le ruisseau de Bernin (rd), 11,3 km (Labrit et Vert) ;
- le ruisseau Las Garrègues (rd), 4,3 km (Brocas et Vert) ;
- le ruisseau de Bernède (rg), 3,5 km (Labrit et Vert) ;
- le ruisseau de Biensang (rg), 6,4 km (Brocas et Labrit) ;
- le ruisseau de Champoou (rd), 5,0 km (Brocas) ;
- le ruisseau de Barbe (rg), 6,3 km (Brocas et Canenx-et-Réaut) ;
- le ruisseau le Bario (rd), 3,0 km (Brocas) ;
- le ruisseau de Tourtilla (rg), 3,7 km (Brocas et Cère) ;
- le ruisseau de l'Huillère (rg), 3,1 km (Cère) ;
- le ruisseau de Pouyfallas (rd), 2,5 km (Cère) ;
- le ruisseau de Pébarthe (rg), 2,8 km (Cère) ;
- le ruisseau de Lamolle (rd), 4,1 km (Cère et Uchacq-et-Parentis) ;
- le ruisseau de Luc Clabet (rg), 2,8 km (Uchacq-et-Parentis) ;
- le ruisseau de Saint-Jean (rd), 2,5 km (Uchacq-et-Parentis).

Géoportail référence  un autre affluent :
- le ruisseau de Lagüe (rg) sur la commune d'Uchacq-et-Parentis, qui rejoint l'Estrigon en aval du ruisseau de Saint-Jean.

## Aménagements
Un moulin à eau bâti sur l'Estrigon a servi de moteur  aux anciennes forges de Brocas, entrées en activité en 1830.

## Galerie

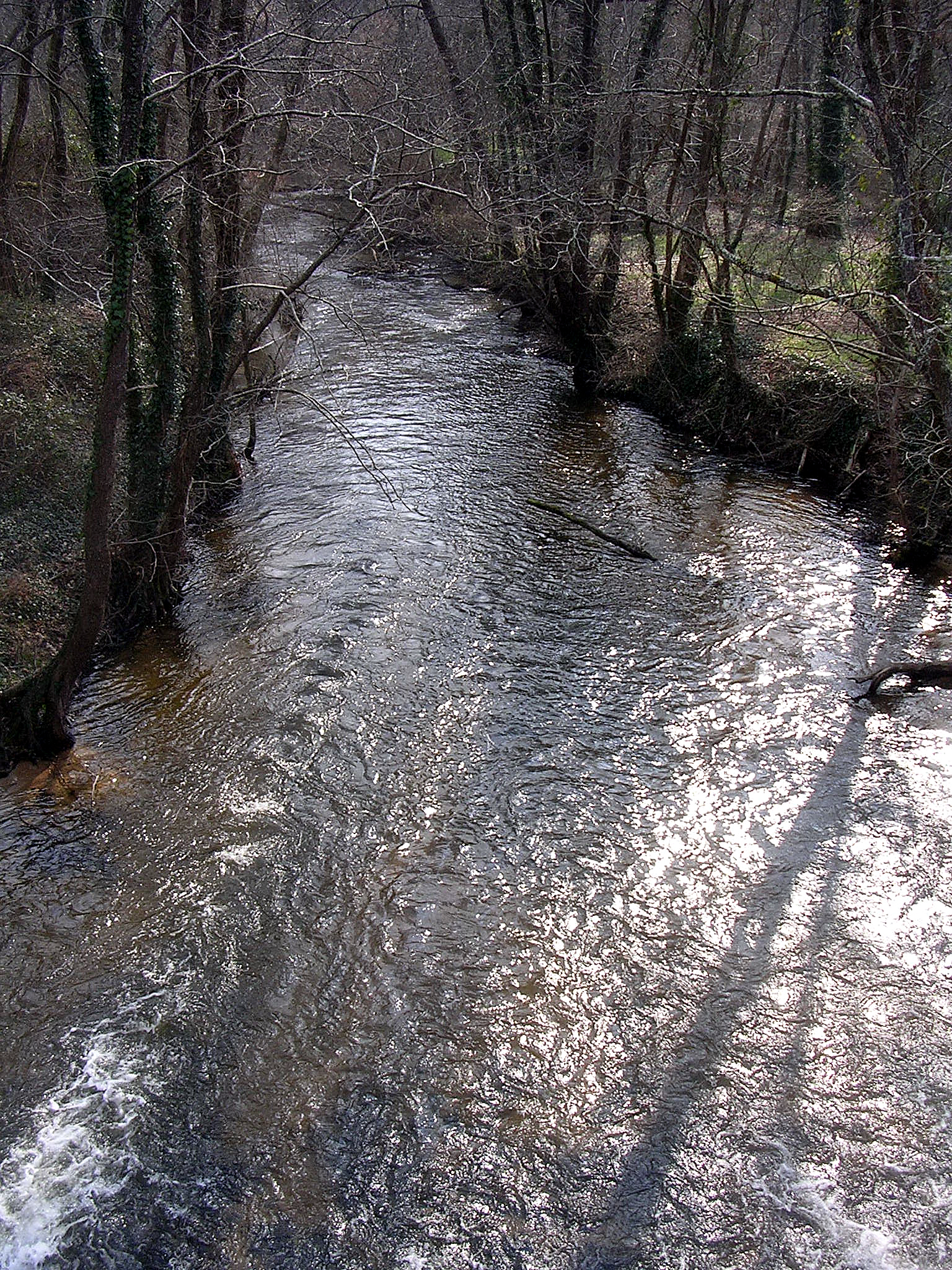
L'Estrigon à Uchacq-et-Parentis
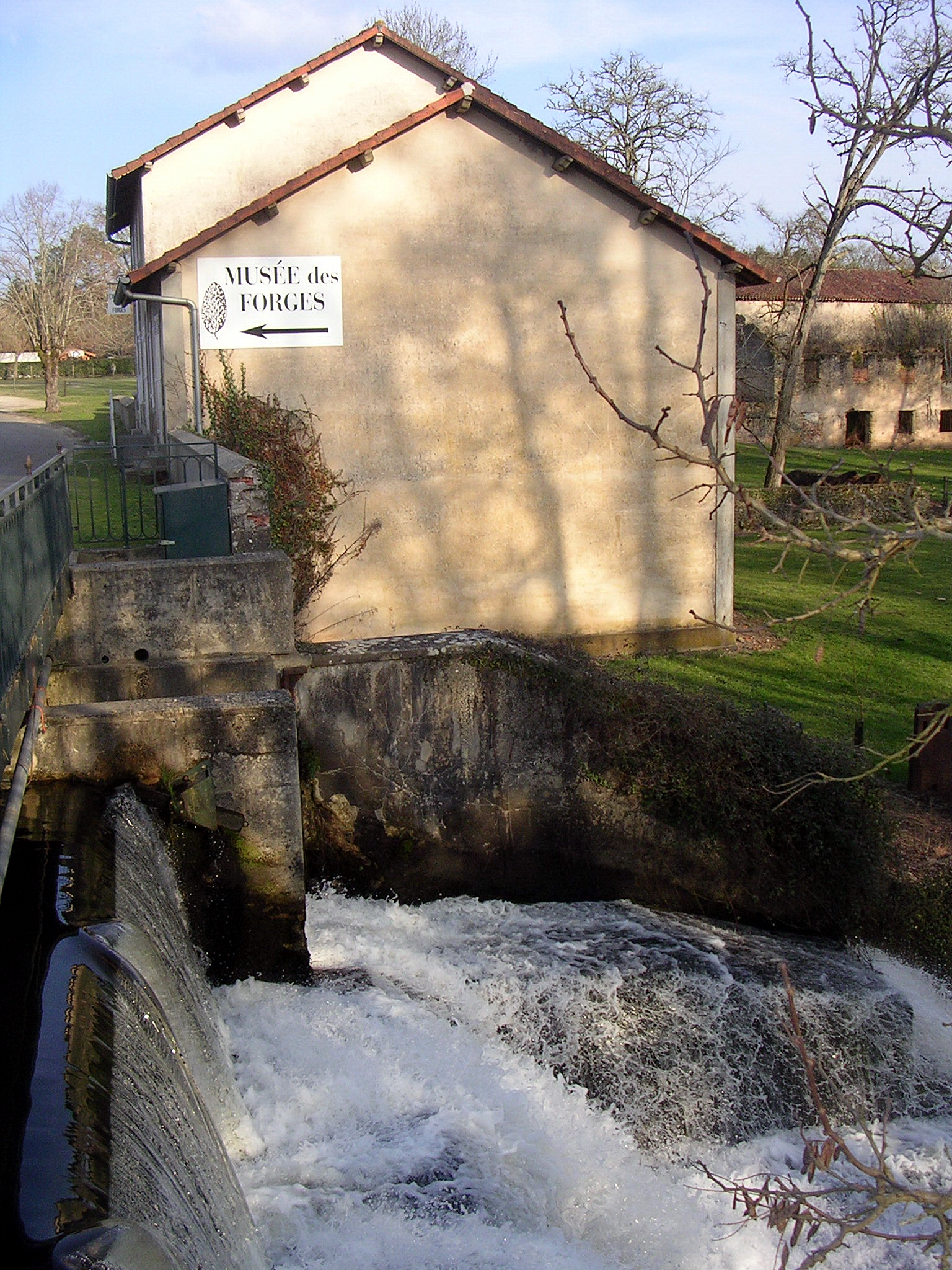
Musée des Forges de Brocas dans l'ancienne minoterie sur l'Estrigon